# Трово
Тро́во (итал. Trovo, ломб. Tröv) — коммуна в Италии, находится в регионе Ломбардия, в провинции Павия.
Население составляет 948 человек (2008), плотность населения составляет 135 чел./км². Занимает площадь 7 км². Почтовый индекс — 27020. Телефонный код — 0382.
Покровителем коммуны почитается священномученик Власий Севастийский, празднование в первое воскресенье февраля.

## Демография
Динамика населения:

## Администрация коммуны
- Официальный сайт: